# Cima di Castello
La Cima di Castello (3.388 m s.l.m.) è una montagna delle Alpi Retiche occidentali (sottosezione Alpi del Bernina).

## Descrizione
Ad esclusione del Monte Disgrazia è la cima più alta del gruppo della val Masino, sebbene sia meno conosciuta di altre montagne di elevazione minore, come il pizzo Badile e il pizzo Cengalo. Si trova lungo la linea di confine tra l'Italia (Regione Lombardia) e la Svizzera (Canton Grigioni). Per salire sulla vetta è possibile partire dal paese svizzero di Vicosoprano e passando per la Capanna Albigna (2.340 m).
È anche raggiungibile dal versante italiano (val di Mello), partendo dal rifugio Allievi-Bonacossa (2385 m) in val di Zocca: dal rifugio si sale in direzione nord; messo piede sul ghiacciaio, lo si percorre in direzione nord-est, tenendosi paralleli alla cresta. Un ultimo pendio porta quindi al cupolone nevoso della vetta (F+). Sono necessari piccozza e ramponi anche d'estate e una buona preparazione fisica, nonché discreta esperienza in ambiente alpino.